# オーストラリアクロトキ
オーストラリアクロトキ （学名：Threskiornis molucca ）は、ペリカン目トキ科に属する鳥類の一種。アカアシクロトキとも呼ばれる。

## 分布
オーストラリア大陸、ニューギニア島南部、モルッカ諸島、小スンダ列島、ソロモン諸島のレンネル島とベロナ島に分布する。また、ニュージーランドで迷鳥として報告されている。

## 形態
体長63-76cm、体重1400-2500g、翼開長110-125cm。オスの方が身体とくちばしが若干大きい。初列風切羽先端は黒いが、次列風切羽は全て白色。三列風切羽が黒い飾り羽となるのはアフリカクロトキと同じだが、前頚部にはクロトキと同じような飾り羽がある。頭部は黒い皮膚が裸出しているが、後頭部にはピンク色の襞が体軸と直角に10列ほどある。同じクロトキ属の他種に比べて、嘴が薄いことと脚があまり黒くなく暗褐色であることが特徴である。

## 分類
本種に置いて一般に認められているのは以下の2亜種である。かつてはニューギニアとモルッカの個体群だけを本種とし、オーストラリアの個体群はT. stricipennis として別種としていたが、最近の研究によりこれらは同じ者であり、別亜種でさえないとされるようになった。また、本種は同属のアフリカクロトキの亜種として扱われることがある。
- T. m. molucca　(Cuvier, 1829)　：本種の基亜種。オーストラリア大陸、ニューギニア島南部、モルッカ諸島、小スンダ列島に生息。
- T. m. pygmaeus　Mayr, 1931　：ソロモン諸島のレンネル島とベロナ島に生息。身体が小さく、特に嘴は短い。

## 生態
生息域は幅広く、内陸水域では植生の豊かな浅い沼沢地や氾濫原、海岸部では干潟・マングローブ帯・礁湖、さらには水域を遠く離れて草原や農地、山火事跡に姿を現すこともある。餌となる動物の種類も幅広く、多種多様な昆虫類・甲殻類などの節足動物、多くの魚類・両生類・爬虫類などに加え、ネズミや腐肉なども食餌となる。採餌は数十羽以上の集団で行われることが多いが、単独で採餌している個体もみられる。
繁殖期は水量の状態に大きく左右されるため年中で一定していない。通常、時には2万つがいにもなる集団営巣地を形成し、他のコウノトリ目鳥類と混群を形成していることも珍しくない。巣は杯状で、小枝やアシなどから作られる。産卵数は1-4個、孵化まではおよそ20-23日。ヒナの頭部と頚部は黒い綿毛で、胴部は白の綿毛で覆われる。繁殖成功率は年によって大きく変動する。
成体のほとんどは定住性であるが、水の利用状況によって非定期的な移動を行うことがある。また、オーストラリア南西部の個体群は局所的な渡りを行い、冬季には北へ移動し、夏季には南へ戻る。